# Battaglia di Serravalle
La battaglia di Serravalle venne combattuta fra il 2 e il 4 giugno 1544, a Serravalle, tra l'esercito imperiale spagnolo comandato da Don Alfonso d'Avalos e una forza di mercenari italiani al servizio della Francia al comando di Pietro Strozzi, membro della famiglia fiorentina degli Strozzi e di Giovan Francesco Orsini, conte di Pitigliano, nell'ambito della guerra d'Italia del 1542-1546.

## Scenario
Nonostante il crollo dell'esercito imperiale sotto Alfonso d'Avalos alla battaglia di Ceresole  la sconfitta si rivelò di scarso significato strategico. Dietro l'insistenza di Francesco I, l'esercito francese riprese l'assedio di Carignano, dove Pirro Colonna rimase per diverse settimane. Subito dopo la resa della città, l'invasione della Francia da parte delle forze del Sacro Romano Impero, Carlo V ed Enrico VIII d'Inghilterra, obbligarono Francesco a richiamare gran parte del suo esercito dal Piemonte, lasciando il Conte di Enghien senza le truppe di cui aveva bisogno per prendere Milano.
Gli spagnoli, in possesso di tutte le maggiori città della Lombardia, furono in grado di impedire a d'Enghien qualsiasi ulteriore successo.

## La battaglia

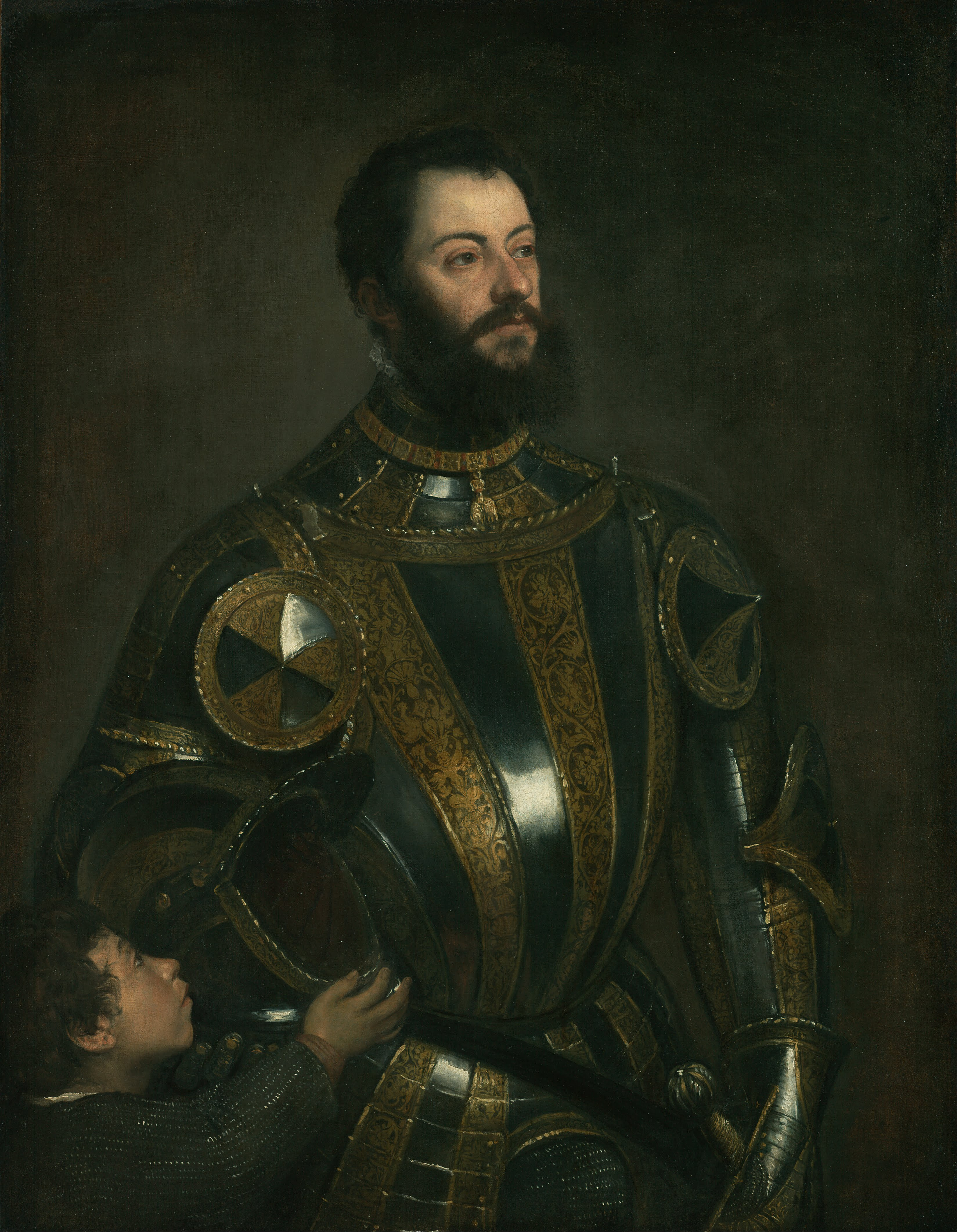
Alfonso d'Avalos di Tiziano.

Stemma della famiglia Strozzi.

Pietro Strozzi, un comandante italiano al servizio dei francesi, che aveva raggruppato un esercito di 10 000 uomini a Mirandola, avanzò spavaldamente su Milano, nella speranza di unirsi a d'Enghien, ma il 2–4 giugno, l'esercito imperiale spagnolo, comandato da Don Alfonso d'Avalos, intercettò e sconfisse l'esercito di Pietro Strozzi e del conte di Pitigliano. L'esercito di Strozzi fu distrutto e gli spagnoli ottennero il controllo totale della Lombardia, mettendo termine all'offensiva francese del conte di Enghien tendente a conquistare il Ducato di Milano.
La brillante vittoria francese alla battaglia di Ceresole di due mesi prima, si rivelò così del tutto inutile.

## Conseguenze
Il milanese rimase nelle mani di CarloV, e alla fine della guerra vi fu un ritorno allo status quo nel nord Italia. Nel mese di maggio 1544, l'imperatore invase la Francia, con due eserciti. Uno di loro, guidati dal comandante imperiale. Ferrante Gonzaga, viceré di Sicilia, conquistò il Lussemburgo e si trasferì verso Commercy e Ligny. L'8 luglio, Ferrante Gonzaga essediò Saint-Dizier, e il secondo esercito comandato da Carlo V, di stanza nel Elettorato del Palatinato, si unì presto a lui.
Nel frattempo, Enrico VIII, aveva inviato un esercito di 40 000 uomini a Calais sotto il comando di Thomas Howard, Dca di Norfolk e Charles Brandon, duca di Suffolk.